# Keiko Miyajima
Keiko Miyajima (jap. 宮島 恵子 Miyajima Keiko; ur. 24 września 1965 w Ōmiye) – japońska siatkarka, medalistka igrzysk olimpijskich, igrzysk azjatyckich i mistrzostw Azji.

## Życiorys
Wraz z reprezentacją Japonii tryumfowała podczas mistrzostw Azji 1983 rozgrywanych w Fukuoce. Wystąpiła na igrzyskach olimpijskich 1984 odbywających się w Los Angeles. Zagrała wówczas w jednym z trzech meczów fazy grupowej oraz w pojedynku półfinałowym z Chinkami. Reprezentantki Japonii zdobyły brązowy medal po zwycięskim meczu o 3. miejsce z reprezentacją Peru. Miyajima zdobyła ponadto srebrne medale na Igrzyskach Azjatyckich 1986 w Seulu oraz podczas mistrzostw Azji 1987 w Szanghaju.
W latach 1981–1984 była zawodniczką klubu Hachiojijissen. Następnie do 1988 grała w Hitachi Belle Fille, z którym trzykrotnie zdobyła mistrzostwo ligi japońskiej w latach 1985–1987.